# Ghiacciaio Belgica
Il ghiacciaio Belgica (in inglese Belgica Glacier) (65°23′S 63°50′W) è un ghiacciaio lungo circa 8 km situato sulla costa di Graham, nella parte occidentale della Terra di Graham, in Antartide. Il ghiacciaio, il cui punto più alto si trova 273 m s.l.m., fluisce fino ad unirsi al flusso del ghiacciaio Trooz, a est della collina Lancaster, nella penisola Kiev.

## Storia
Il ghiacciaio Belgica è stato mappato durante la spedizione britannica nella Terra di Graham, 1934-37, al comando di John Rymill, ed è stato poi così battezzato nel 1959 dal Comitato britannico per i toponimi antartici in onore della RV Belgica, la nave della spedizione belga in Antartide, comandata da Adrien de Gerlache, che esplorò questa zona nel 1897-99.